# ميشيلا هايندز
ميشيلا هايندز هي راقصة كندية، ولدت في 1995.